# Allegro en si bemol mayor para piano, KV 400 (Mozart)
El Allegro para piano en si bemol mayor, K. 400/372a, es un movimiento incompleto de sonata para piano compuesto por Wolfgang Amadeus Mozart presumiblemente en Viena en 1781.

## Historia
Mozart empezó a componer la pieza en 1781, posiblemente como el primer movimiento de una sonata completa para piano. Sin embargo, al poco tiempo, abandonó su composición, de tal manera que la pieza sería completada posteriormente por Maximilian Stadler. Como curiosidad, cabe mencionar que en un fragmento melódico en sol menor de la pieza, aparecen dos figuras de suspiro con los nombres «Sophie» y «Costanza» inscritos por el propio Mozart, lo que reflejaría los sentimientos de amor que el genio sentía por Sophie y Constanze Weber, las hijas de la propietaria de la primera casa en la que se hospedó Mozart recién llegado a Viena. Al parecer, coqueteó con ambas y acabaría casándose con la segunda al año siguiente.

## Análisis
La pieza está escrita en la tonalidad de si bemol mayor y en forma sonata. Está escrita en compás de compasillo y presenta una extensión de ciento cuarenta y ocho compases: Mozart compuso hasta la mitad del compás 91 (es decir, terminó toda la exposición y el desarrollo), mientras que a partir de ahí (reexposición) correspondería a la finalización realizada por Stadler. La obra se caracteriza por los contrastes anímicos y por explotar todas las posibilidades del piano de la época.